# Rosalia oberthuri
Rosalia oberthuri är en skalbaggsart som beskrevs av André Vuillet 1911. Rosalia oberthuri ingår i släktet Rosalia och familjen långhorningar. Inga underarter finns listade i Catalogue of Life.